# The King of Fighters '97
The King of Fighters '97 (ザ・キング・オブ・ファイターズ’９７?) è un videogioco arcade del 1997 sviluppato da SNK. Quarto capitolo della serie di picchiaduro a incontri The King of Fighters, è stato convertito per Neo Geo e in seguito per numerose console tra cui Neo Geo CD, PlayStation e Sega Saturn, inizialmente in esclusiva per il mercato giapponese.
La versione per Saturn necessita di un blocco extra di 1 megabyte di RAM per il corretto funzionamento.

## Trama
Il The King of Fighters '96 ha ottenuto un successo commerciale immenso, facendo impazzire la massa. Alcuni mesi dopo il torneo, alcune associazioni si unirono per disputare numerosi incontri del nuovo torneo in tutto il globo.
Tutti i media ne hanno diffuso la notizia, rendendo impazienti i fans di rivedere i loro beniamini, conoscendone anche numerosi altri. Volendo venire a conoscenza della potenza di Orochi, Geese Howard forma un '97 Special Team', composto da Ryuji Yamazaki, Blue Mary and Billy Kane. 
Appare anche il nuovo New Faces Team, formato da tre artisti della musica: (Shermie, Yashiro Nanakase e Chris), con l'intenzione di risvegliare Orochi dalla sua prigionia, per di più rubando l'invito dell American Sports Team, formato da (Heavy D!, Lucky Glauber e Brian Battler).
Ufficialmente è l'Hero Team di (Kyo Kusanagi, Benimaru Nikaido e Goro Daimon) ad arrivare in finale, dovendo però prima eliminare  Iori Yagami, posseduto dal sangue di Orochi, rendendolo animalesco e molto più letale.
Una volta sconfitto, vengono affrontati un'altra volta dal New Faces Team, di cui tutti e tre i membri si rivelano essere parte del Clan Orochi. Yashiro rivela a Kyo che lui e i suoi due amici hanno approfittato del torneo per usare l'energia degli sfidanti sconfitti per dare la forza all'Orochi di risvegliarsi, oltre ad essere ad un passo della rinascita del loro quarto membro, Goenitz, loro ex-capo, morto nel King of Fighters '96 ucciso dallo stesso Hero Team.
I tre, risvegliatisi nelle loro forme originali, scaturiscono i loro poteri, uguali a quelli dell'Hero Team ma molto più effettivi sul mondo che li circonda. Dopo una lunga e pericolosissima battaglia, Yashiro e Shermie si uccidono con le loro stesse mani, per risvegliare Orochi, rinchiuso nel corpo del mingherlino Chris.
Dopo che una luce acceca i protagonisti, al posto di Chris appare la sua versione adulta, levitante a mezz'aria e con il corpo dai muscoli ben sviluppati e circondato da un'aura di pura malvagità. Benimaru e Goro vengono facilmente sconfitti data la potenza dell'essere, solo Kyo rimane in piedi.
Ma, improvvisamente, Iori Yagami e Chizuru Kagura uniscono i poteri innati dei clan di cui sono discendenti per affrontare la minaccia. Il trio, grazie alla loro unione, riesce a sconfiggere Orochi. 
Nell'ultimo istante di vita rimastogli, Orochi fa ribollire il sangue maledetto in Iori Yagami, tentando di fargli uccidere Kyo e Chizuru ma, essendo più lesto di lui, Kyo riesce a bloccarlo in tempo, esplodendo in un'enorme massa di energia. 
Chizuru, dopo un breve lasso di tempo, rinviene e nota che entrambi sono scomparsi, ma anche di Orochi ormai non c'è più traccia. Benimaru e Daimon salvano Chizuru, che informa loro della fine della minaccia di Orochi, ma è allo stesso tempo ignara della sorte di Kyo e Iori.
I due non si pongono problemi, sicuri che il loro amico tornerà a riformare il trio, da sempre legato dalla passione per il combattimento.

## Personaggi

### Hero Team
- Kyo Kusanagi
- Benimaru Nikaido
- Goro Daimon

### Fatal FuryTeam
- Terry Bogard
- Andy Bogard
- Joe Higashi

### Art of FightingTeam
- Ryo Sakazaki
- Robert Garcia
- Yuri Sakazaki

### Ikari Team
- Leona Heidern
- Ralf Jones
- Clark Steel

### Psycho SoldierTeam
- Athena Asamiya
- Sie Kensou
- Chin Gentsai

### Women Fighters Team
- Chizuru Kagura
- Mai Shiranui
- King

### Korea Team
- Kim Kaphwan
- Chang Koehan
- Choi Bounge

### New Faces Team
- Yashiro Nanakase
- Shermie
- Chris

### '97 Special Team
- Ryuji Yamazaki
- Blue Mary
- Billy Kane

### Personaggi singoli
- Iori Yagami
- Shingo Yabuki

### Boss

#### Mid-Boss
- Orochi Iori
- Orochi Leona

#### Sotto-Boss (Orochi Team)
- Orochi Yashiro
- Orochi Shermie
- Orochi Chris

#### Boss finale
- Orochi